# Victory Monument
Pour les articles homonymes, voir Victory.
Le Victory Monument (en français : « Monument de la Victoire ») est un monument aux morts de la ville de Chicago, dans l'État de l'Illinois, aux États-Unis. Conçu en 1927 par les architectes John A. Nyden et Leonard Crunelle, le monument fut érigé pour honorer le huitième régiment de la Garde nationale de l'Illinois, une unité afro-américaine qui servit la France pendant la Première Guerre mondiale. Le Victory Monument se trouve à Bronzeville, un quartier principalement peuplé d'afro-américains situé dans le secteur communautaire de Douglas, juste au sud de Downtown Chicago.
Le 9 septembre 1998, le Victory Monument est désigné Chicago Landmark par la Commission on Chicago Landmarks, qui est un organisme municipal qui a pour mission de sauvegarder des bâtiments, des parcs, des objets ou des districts historiques de la ville de Chicago, leur assurant ainsi une protection légale. Le 30 avril 1986, le monument est ajouté sur la liste du Registre national des lieux historiques par le National Park Service.

## Histoire
En 1908, alors  que l'homme d'affaires et entrepreneur Aaron Montgomery Ward, fondateur de la Montgomery Ward, s'opposa pour la seconde fois devant la Cour suprême de l'Illinois au réaménagement du site de la compagnie de chemin de fer de l'Illinois Central Railroad pour ériger Grant Park, l'Art Institute of Chicago (« Institut d'art de Chicago ») proposa d'installer la Fountain of the Great Lakes entre la 35e Street et Grand Boulevard, qui est connu aujourd'hui sous le nom de « Dr Martin Luther King, Jr. Drive ». Cette intersection accueille aujourd'hui le Victory Monument.
En 1927, le gouvernement de l'État de l'Illinois fit ériger ce monument au cœur de Bronzeville, le plus ancien quartier afro-américain de Chicago. Les noms des 137 membres du huitième régiment d'infanterie de la Garde nationale de l'Illinois (Illinois Army National Guard ; rattachée à la Garde nationale des États-Unis), qui perdirent la vie durant la Première Guerre mondiale, sont gravés sur une plaque en bronze. Le huitième régiment de la Garde nationale de l'Illinois fut réorganisé comme étant la 370e division d'infanterie américaine.
Ce régiment vit le jour sur les principaux champs de bataille de la Première Guerre mondiale, se distinguant comme le dernier régiment ayant combattu les forces allemandes en retraite dans l'Aisne-Marne de la France, juste avant le 11 novembre 1918, jour de l'Armistice. Un doughboy (surnom populaire pour le fantassin américain pendant la Première Guerre mondiale) fut ajouté en 1936 au sommet du mémorial.
Le jour de la commémoration, une cérémonie a lieu autour du monument.
Le monument représente 4 panneaux et au sommet une sculpture en bronze représentant un soldat qui a été ajouté en 1936. Au nord du monument il y a une cour avec 4 plaques. Les plaques d'honneur rendent hommage à Robert Henry Lawrence, Jr., Truman Gibson, Sr. / Truman Gibson, Jr., Franklin A. Denison, George R. & Giles. Au sud du monument est dressé un mât de trois drapeaux dont le drapeau des États-Unis, le drapeau de la ville de Chicago, et celui du National League of Families POW/MIA. Récemment, le monument a reçu une subvention pour sa restauration dans le cadre des activités du centenaire de la Première Guerre mondiale.

## Bud Billiken Parade
Depuis 1929, la Bud Billiken Parade est célébrée dans le quartier de Bronzeville et se déroule chaque année le long de King Drive pour rendre hommage aux soldats. Organisée le deuxième samedi d'août, la parade emprunte la Dr. Martin Luther King Drive et traverse les quartiers de Bronzeville et de Washington Park. À la fin de la parade, un pique-nique et un festival sont organisés dans le parc public historique de Washington Park. Robert S. Abbott, fondateur et éditeur du journal Chicago Defender, a créé le personnage fictif de Bud Billiken, qu'il présentait dans la rubrique de conseils aux jeunes de son journal. David Kellum, cofondateur du Bud Billiken Club et coordinateur de longue date du défilé,, a suggéré que le défilé soit une célébration de la vie afro-américaine dans le quartier.

## Galerie d'images

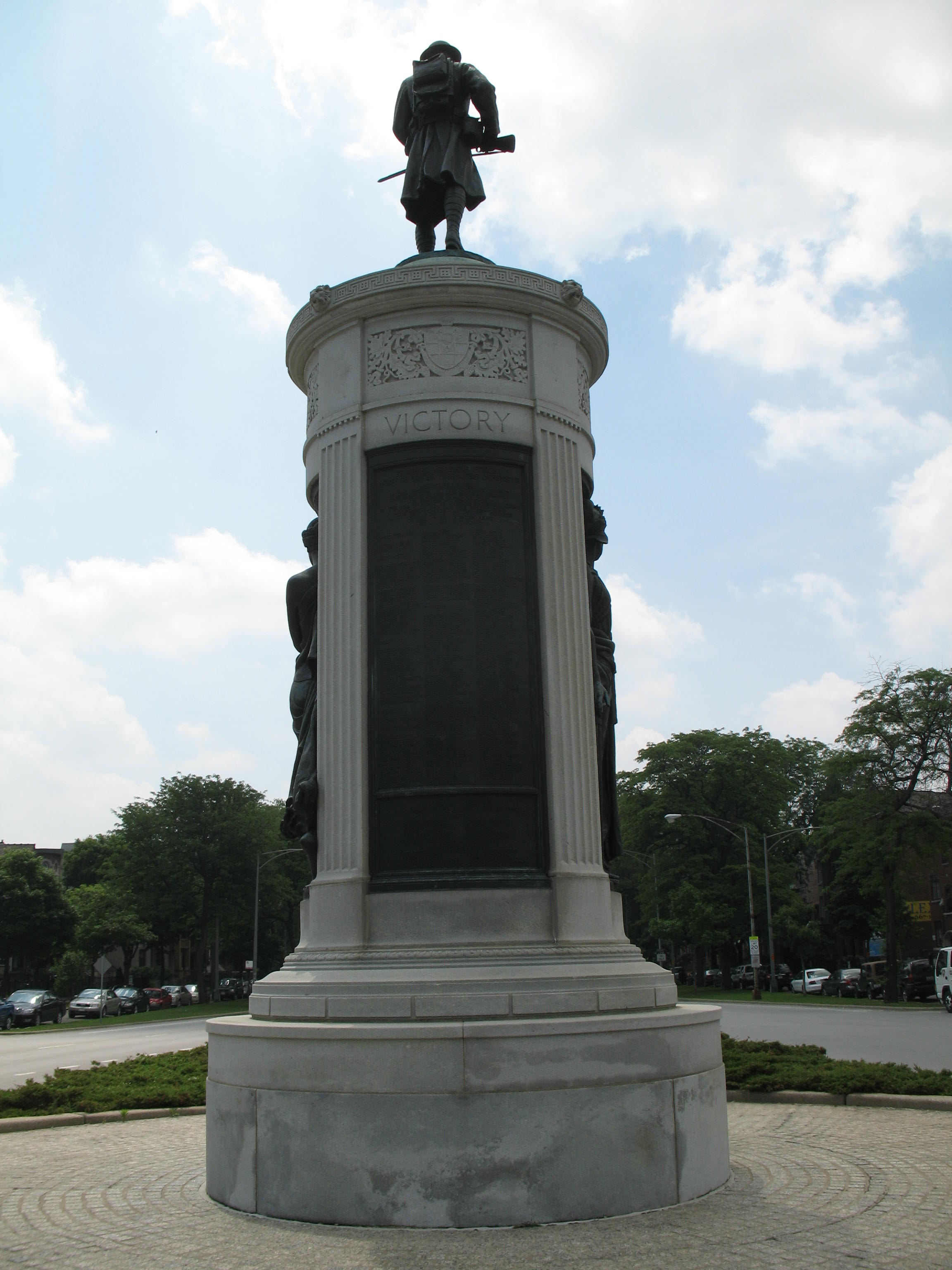
Le monument vu de derrière
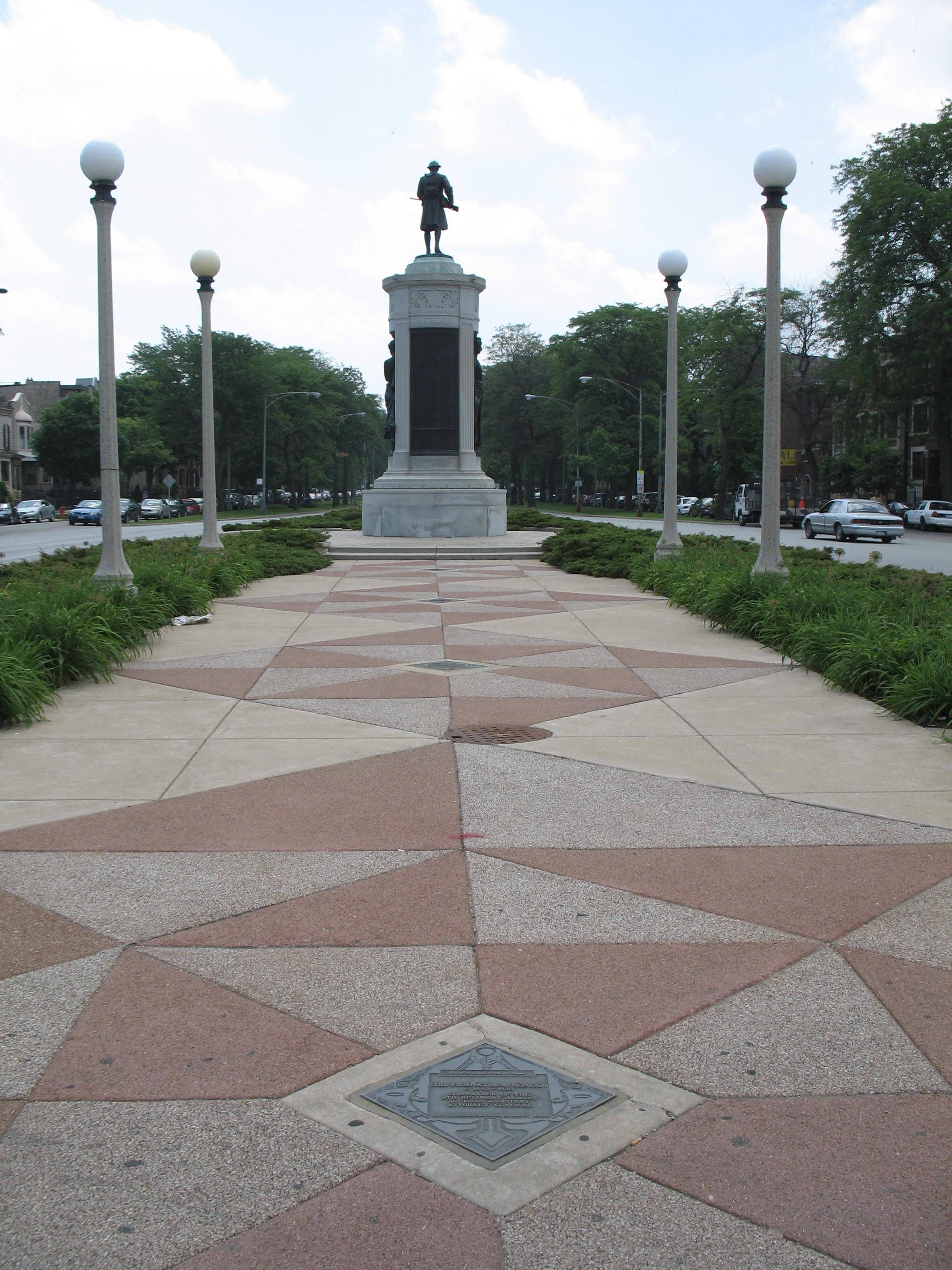
Vue d'ensemble
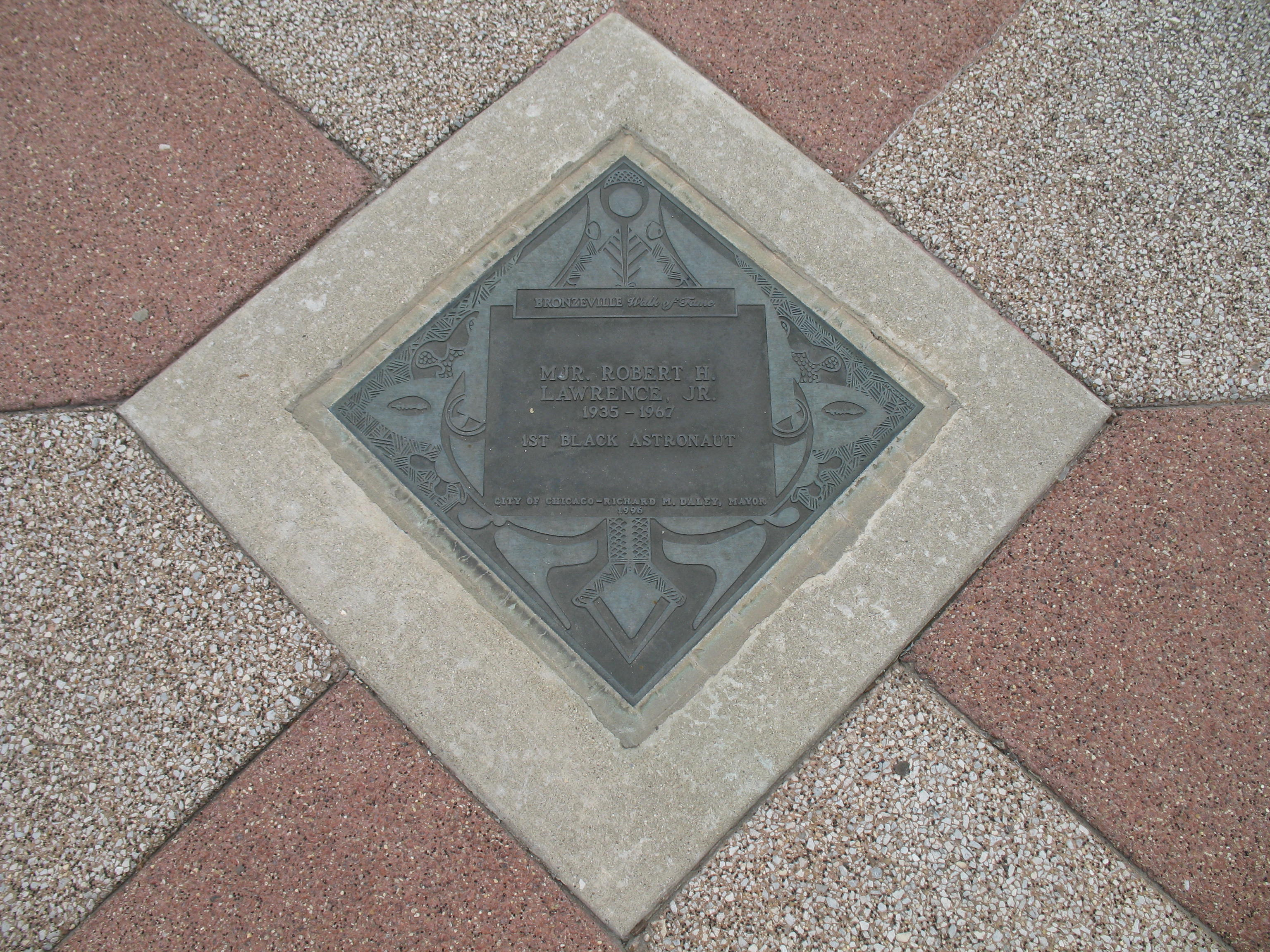
Plaque mémoriale
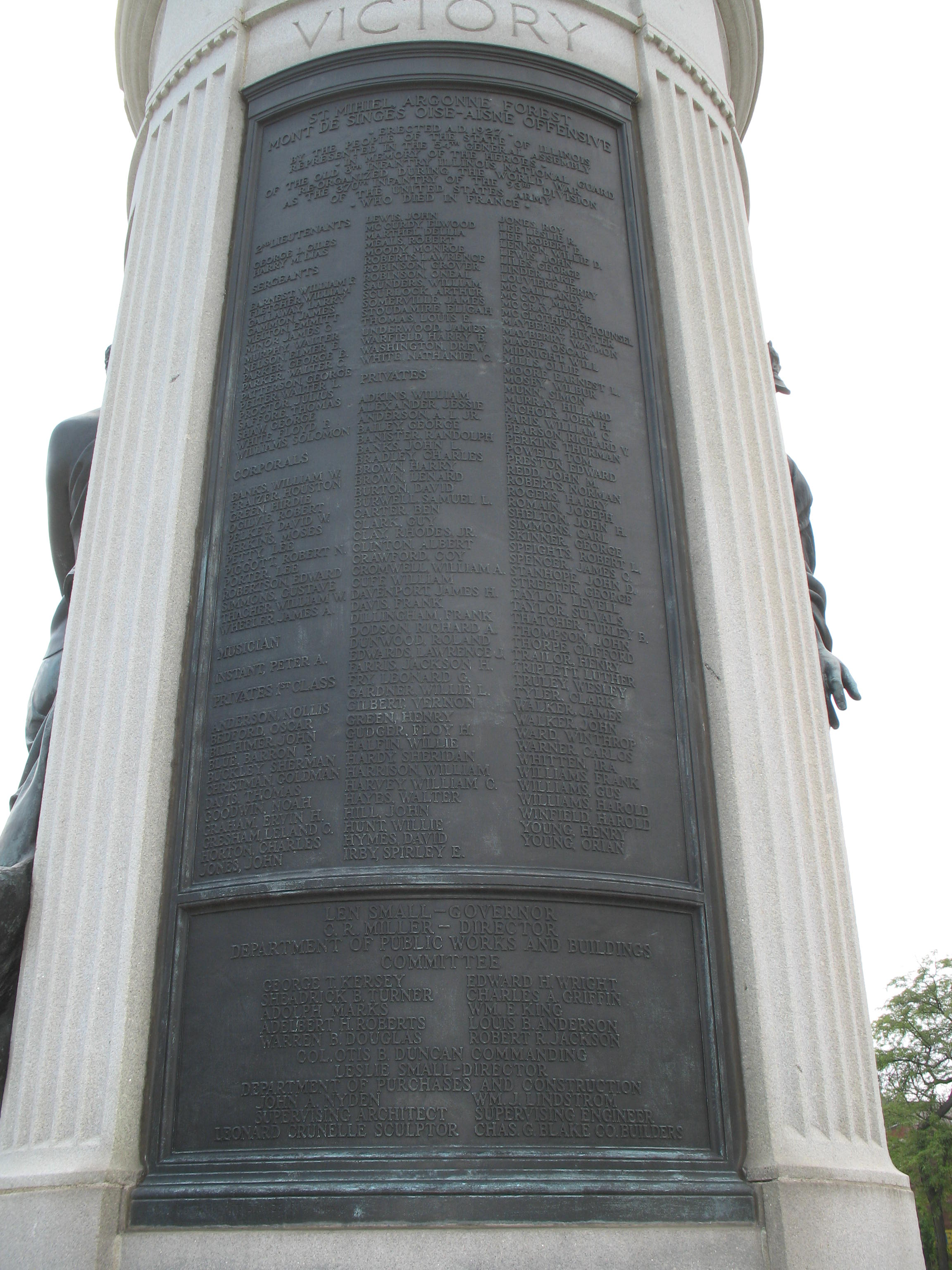
Plaque commémorative